# 기원전 16년

## 연호
- 전한(前漢) 영시(永始) 원년

## 기년
- 전한(前漢) 성제(成帝) 17년
- 신라(新羅) 혁거세 거서간(赫居世居西干) 42년
- 고구려(高句麗) 유리명왕(瑠璃明王) 4년
- 백제(百濟) 온조왕(溫祚王) 3년